# Ácido trifosfórico
El ácido trifosfórico también llamado ácido tripolifosfórico, con fórmula H5P3O10, es una forma condensada del ácido fosfórico.
En la familia de los ácidos fosfóricos, es el siguiente ácido polifosfórico a continuación del ácido pirofosfórico, H4P2O7, también llamado ácido difosfórico.
Algunos compuestos orgánicos de alta energía tales como el ATP son ésteres del ácido trifosfórico.